# 電気式華憐音楽集団
電気式華憐音楽集団（でんきしきかれんおんがくしゅうだん。通称：デンカレ）は、日本のヘヴィメタルバンド。

## 概要
美少女ゲームを中心に主題歌やBGMを提供する音楽ユニットとして2001年から活動開始。主に陵辱系ジャンルのゲームに楽曲を提供しており、特に有限会社ビーアイコミュニケーションズのアダルトゲームブランドBLACK CYCには数多く楽曲を提供している。
ネオクラシカルメタル、ヘヴィメタル調の曲が多いが、ハードコアテクノから萌えソングまで幅広い音楽性を持つ。活動の中心はPCゲームへの楽曲提供である。
メンバーの顔出しは基本的に行っておらず、Twitterにアップされる写真も顔は写っていない。
アダルトゲームブランドBLACK Cycの専属原画家だった上田メタヲとは縁が深く、多くのCDのジャケットイラストを上田が担当している。また、1stライブでは「Vampire」のみ上田がドラムを担当している。
また、シングル「IGNITION」のジャケットイラストの制作をTwitter上で募集を行い、イラストレーターのケースワベを起用している。ケースワベはアルバム「DETONATOR」でもジャケットイラストを担当。
ファンは通称「デンカリスト」と呼ばれ、特に女性のファンは「デンカリーナ」と呼ばれることもある。

## 来歴
2001年、共通の友人であった電気、華憐、Dang によって結成される。
ユニット名の由来は、メンバーが名前を考えているときに、たまたまそこに居合わせたグラフィックデザイナーがノリで決めたという。
当時は予算が少なく、夜間にスタジオを借りてレコーディングをしていた。
2003年、3人のネットでの知り合いでもあった音が加入する。
2004年、式の加入により表現できる音楽の幅が広がり、『MinDeaD BlooD 〜支配者の為の狂死曲〜』に主題歌「Vampire」を提供する。この曲が大きな反響を呼んだことにより、以降メタル路線を歩み始めるきっかけとなる。
2010年、Gaku、集が加入する。
12月24日に“ほぼ”10周年を記念して、ベストアルバム『電気式音楽集(赤盤)』『華憐的音楽集(青盤)』および、この2枚とアレンジCDをセットにした『BLACK BOX』が発売された。
2011年、活動10周年として、アルバム『電気式音楽集II』とバンドアレンジアルバム『re:charge』および、この2枚をセットにした『10th anniversary white box』が発表された。
12月18日には1stライブ『1st & Last(?) LIVE Frantic LABO. Presents 『Gig Grimoire』』が横浜BLITZで開催された。ゲストとして上田メタヲ及び電気がプロデュースを手掛けるarisaが参加した。ライブ音源『Gig Grimoire』は翌年6月27日に発売された。
2013年、妖精帝國からのレンタルという形で紫煉が加入。
レンタルサーバーのデータ消失により消失したままだったオフィシャルサイトを4月1日にリニューアル。
4月29日にはM3 2013春にて初のシングルCD『IGNISION』が発売された。このCDの収録曲のソロ及びグロウルは紫煉が担当している。
2014年、集の脱退に伴い、Syu(二代目)が加入。7月23日に初のオリジナルアルバム『DETONATOR』と4thベストアルバム『華憐的音楽集II』、「DETONATOR」のMVを収録したDVDの3枚を一つのBOXにまとめた『RED BOX』を発売。11月3日にはZepp DiverCityにて2ndライブ『Gig Detonator』が開催された。ライブ音源『Gig Detonator』は翌年4月29日に発売された。
2015年、2月2日からiTunes Storeにて楽曲の配信を開始。
11月14日には新宿ロフトプラスワンにて「ほぼ15周年」を記念したトークライブ『電気式華憐音楽集団「ほぼ15周年」記念トークギグ 〜「M.S」とは結局なんだったのか！？〜』が開催。出演は、電気、式、華憐、Gaku、Syu、Dang、紫煉。初トークライブであり、ニコニコ生放送でのライブ中継も行われた。また、上田メタヲもわずかな時間だがトークメンバーとして出演。後半はアコースティックライブが開かれた。ライブ音源『"THAT NIGHT"～Acoustics～』は翌年2月24日にダウンロード限定で販売された。
2016年、1月1日に15周年企画である「DENKARE 15TH ANNIVERSARY PROJECTs」の特設ページを公式サイトにて公開した。
1月3日のニコ生にて『ULTIMATE COLLECTION BOX（仮）』はクラウドファンディングを利用したコンプリートBOXとして発売される予定と発表されたが、2021年11月現在、進捗は無い。
2月24日に5thベストアルバム『電気式音楽集III』とファン投票で選ばれた人気曲を収録した2枚組の『DENKARE THE BEST』および、この2つをセットにした『15th ANNIVERSARY BLUE BOX』が発売された。
7月13日には心斎橋BIG CATで、7月23日にはZepp TOKYOで3rdライブ『Gig Carnaval XV』開催された。東京公演はニコニコ生放送でのライブ中継も行われた。
2017年、1月21日のニコニコ生放送において、4thライブ『HEADBANGER's PARTY IN THE ABYSS』3月19日に開催されることが発表された。 
2月22日、度重なる延期を経て、2ndオリジナルアルバム『Carnaval The Abyss』が発売された。
2018年、7月8日にTOKYO MX他で放送開始となったテレビアニメ悪偶のオープニングテーマを担当し、初の地上波アニメデビューとなった。
2020年、公式サイトがリニューアルされ、「DENKARE 20th ANNIVERSARY Coming Soon」の文字とロゴ、公式Twitterなどのリンクのみとなる。

## メンバー
- 電気（でんき）（作詞/作曲/編曲/Guitar）

誕生日：3月25日
性別：-（マイナス）
好きな食べ物：ラーメンの汁
カフェメイリッシュの元ウェイトレスでメイリッシュ在籍時から歌手として活動しているarisa（ありさ）のプロデュースも手がけていた。
- 弐式（にしき）（作曲/編曲/Guitar）

誕生日：9月12日
好きな食べ物：博多とんこつ
初代ギタリスト「式」の後任としてオーディションで選ばれる。通称ニッキー。
- 華憐（かれん）（作詞/Vocal/Chorus）

誕生日：10月25日
性別：乙女
好きな食べ物：紅茶とマカロン
- 音（おん）（作曲/編曲/Keyboard）

性別：王子
好きな食べ物：ラーメン
「天使の褥 〜Hunting Attack！ Mix〜」より参加。メンバー達に「王子」と呼ばれている。
現在は病気療養中であり、「Gig Detonator」以降のライブには参加していない。
ソロで活動する際は遠那、又はEnagyという名義を使用している。
- Gaku（がく）（作曲/編曲/Bass Guitar）

誕生日：9月17日
性別：カネシ
好きな食べ物：二郎
「天使の褥」より参加。メンバーとは2006年頃から交流があった。
レコーディング時には「expiate sin」等一部の楽曲のソロも担当。
- Syu（二代目）（しゅう）（作曲/Drums）

誕生日：3月20日
性別：男
好きな食べ物：たけのこの里
初代集（Dr）に代わり加入。
「SYU（二代目）」など、公式の表記に揺らぎがある。
- Dang（だん）（Executive雑用）

誕生日：7月22日
性別：ロックンローラー
好きな食べ物：お寿司

## 旧メンバー
- 式（しき）（作曲/編曲/Guitar）

誕生日：10月3日
性別：漢
好きな食べ物：ラーメン
主な使用機材はJacksonのKing V。
2004年、高校卒業直後に大学生活と並行する形でメンバーとなる。
2010年9月20日に横浜BLITZにて行われた、妖精帝國  特催公式式典「920Putsch」にてゲスト出演。「Vampire」を披露した。
2015年11月14日に開催された15周年トークライブにて脱退することを正式に発表した。
現在は「Mr.Perkele」として主に作編曲・バックバンドの仕事をしている。
- 集（Drums）

誕生日：1月4日
性別：男
好きな食べ物：なんでも
式とは昔からの知り合いであり、式の紹介で加入。しかし、後に脱退していた事が判明。
現在は「ユージ・レルレ・カワグチ(#stdrums)」として活動している。
- 紫煉（しれん）（growl/作曲/編曲/Guitar）

誕生日：3月10日
性別：ピロピロ
妖精帝國から借りる形で正式加入。

## ディスコグラフィ

### シングルCD
- IGNITION （2013年4月29日発売）

2013年4月29日にM3 2013春にて配布された初のシングルCD。
1. Watch Out！
2. 宵闇の宴
3. 殺戮の系譜

- prima dynamis（2018年7月25日発売）

初のTVアニメ主題歌。
1. prima dynamis
2. Addiction/Non-fiction
3. アマラントス
4. カギロイ（Unplugged)

### コンピレーション
- CircusLand I 〜ボーカルアルバム〜
  - chaotic you
- 東方アレンジCD『METALLIC VAMPIRE』（2011年10月30日M3 2011秋頒布）
  - 紅夜の黙示録（「華憐」名義、ボーカルの華憐、ギターの式、ベースのGakuが参加）

### カセットテープ
- INSPIRANTE（demo） （2017年10月29日発売）

2017年10月29日にM3 2017秋にて配布された初のカセットテープ。
ダウンロードコードが封入されており、楽曲をダウンロードして視聴することが可能。
1. A night comes!
2. ガラスのくつ
3. 天罰！エンジェルラビィ
4. fragment

### アルバム未収録曲
- Never Ending White
- erase 〜Remix〜
- このままでいいと伝えたい
- 追憶の破片（Remix）
- 光の地図（Remix）
- きっと微笑むから（Remix）
- Vampire -Head Backing Version-
- サクラチル -Unplugged Version-
- Mebius
- Elder Things Gaa...Remix
- 天使の褥 〜Hunting Attack！ Mix〜

## ライブ
| 年     | 日付     | 形態                         | タイトル                                                                                 | 公演会場             |
| ------ | -------- | ---------------------------- | ---------------------------------------------------------------------------------------- | -------------------- |
| 2011年 | 12月18日 | ライブ                       | 1st & Last(?) LIVE Frantic LABO. Presents 『Gig Grimoire』                               | 横浜BLITZ            |
| 2014年 | 11月3日  | ライブ                       | 2nd LIVE 『Gig Detonator』                                                               | Zepp Divercity TOKYO |
| 2015年 | 11月14日 | トークライブ                 | 『電気式華憐音楽集団「ほぼ15周年」記念トークギグ 〜「M.S」とは結局なんだったのか！？〜』 | 新宿ロフトプラスワン |
| 2016年 | 7月17日  | ライブ                       | whiplash! Presents電気式華憐音楽集団15th Anniversary Live ”Gig Carnaval XV”              | 心斎橋BIG CAT        |
| 2016年 | 7月23日  | ライブ                       | whiplash! Presents電気式華憐音楽集団15th Anniversary Live ”Gig Carnaval XV”              | Zepp Tokyo           |
| 2017年 | 3月19日  | ライブ                       | 4th Live"HEADBANGER's PARTY IN THE ABYSS"                                                | 新木場STUDIO COAST   |
| 2017年 | 10月15日 | トーク＆アーコスティックギク | After Carnival                                                                           | 初台THE DOORS        |
| 2018年 | 2月18日  | ライブ                       | ELECTRONIC EMPIRE FEST Vol.0 Day.1                                                       | 川崎CLUB CITTA'      |
| 2018年 | 9月24日  | ライブ                       | whiplash! Presents DENKARE 5TH LIVE "Gig dynamis"                                        | 川崎CLUB CITTA'      |
| 2019年 | 4月29日  | トークライブ                 | 出るぞ！紫箱！電気式華憐音楽集団トークライブ @character1                                 | 東京ビッグサイト     |
| 2019年 | 6月2日   | ライブ                       | GIG VIOLET EVE                                                                           | 川崎CLUB CITTA'      |
| 2020年 | 1月3日   | ライブ                       | ELECTRONIC EMPIRE FEST Vol.0.1 Day.1                                                     | Shibuya O-EAST       |
| 2024年 | 7月12日  | ライブ                       | 7th Live "20th Anniversary Revenge Bash"                                                 | 川崎CLUB CITTA'      |

## 楽曲提供作品

### ボーカル曲
2001年
- 『凌辱★家族システム』（Surf）／9月28日
  - erase ［作詞・作曲・編曲：電気／歌唱：華憐］
- 『ゆうれいは同居人!?』（ainos）／11月22日
  - 空に咲く華 ［作詞・作曲：電気／歌唱：華憐］

2002年
- 『new 〜メイドさんの学校〜』エンディングテーマ（SUCCUBUS）／2月1日
  - Never Ending White ［作詞：佐藤徹治／作曲・編曲：Yen-Chang／歌唱：華憐］
- 『奴令嬢』（Cadath）／2月22日
  - マボロシニツツマレテ ［作詞・作曲：電気／歌唱：華憐］
- 『パールな気分で 〜明日に向かって歩こう〜』（ジュエリー）／2月28日
  - ワタシゴコロ ［作詞・作曲：電気／歌唱：華憐］
- 『淫乱征服調教「Mission1 汚れる征服」』（デフレスパイラル）／5月25日
  - Absolute Blue ［作詞・作曲：電気／歌唱：華憐］
- 『雪蛍』（TEATIME）／8月9日
  - 遠い夏 ［作詞・作曲：電気／歌唱：華憐］
  - おさんぽ ［作詞・作曲：電気／歌唱：華憐］

2003年
- 『ももいろパラダイス 〜住み込みバイト 恋愛付〜』（ainos）／1月24日
  - こもれび ［作詞・作曲：電気／歌唱：華憐］
- 『Danger Angel 〜異常進化〜』エンディングテーマ（ミンク）／2月14日
  - このままでいいと伝えたい ［作曲・編曲：石川梨華夫／作詞：内田湯気ノ丞／歌唱：華憐］
- 『モエかん 公式ビジュアルファンブック 続・ご奉仕CD』（ケロQ／ソフトバンクパブリッシング）／5月6日
  - 機械人形 ［作詞・作曲：電気／歌唱：華憐］
  - 風の中の青い鳥 -Driving電気Rimix shortb ［作詞：SCA-自／作曲：Blasterhead／編曲：電気／歌唱：佐藤裕美］
- 『すくみず OTO』(CIRCUS／S・O・F・T)／8月15日
  - 7ミリの恋心 ［作詞：畑亜貴／作曲：南良樹&電気／編曲：安瀬聖／歌唱：嶋野真帆（日向裕羅）
    - crystal3 〜サーカス ヴォーカルコレクション〜 Vol.3にも収録されている／2006年12月21日
- 『セイクリッド・プルーム』（TEATIME）／9月5日
  - 聖 ～ひじり～ ［作詞・作曲：電気式華憐音楽集団／歌唱：華憐］
- 『Toon』（TEATIME）／2003年12月14日
  - Shining summer ［作詞：電気／作曲：Yen-chang／歌唱：静野ももか］

2004年
- 『SHUFFLE! オリジナルサウンドトラック』 （ランティス）／2月25日
  - Mirage Lullaby - Denki Newtype mix - ［作詞：AIAi／作曲：アッチョリケ／編曲：電気／歌唱：YURIA］
- 『MinDeaD BlooD 〜支配者の為の狂死曲〜』（Black Cyc）／6月11日
  - Vampire ［作詞・作曲：電気／歌唱：華憐］
    - 『GWAVE2004 1st Groove』収録／2004年12月24日

  - サクラチル ［作詞・作曲：電気／歌唱：華憐］
- 『MinDeaD BlooD 〜麻由と麻奈の輸血箱〜』（Black Cyc）／10月8日
  - イノ血ノミズ ［作詞・作曲：電気／歌唱：華憐］
    - 『GWAVE2004 2nd Groove』収録／2005年6月24日
- 「Not Found ["Soul Link" Opening Theme] Special Maxi Single」（Navel）／12月29日
  - Not Found -Denki Oldtype mix- ［編曲：電気］

2005年
- 『何処へ行くの、あの日 お返しディスク』／1月28日
  - 追憶の破片（Remix）［作詞：霜月はるか／作曲：たくまる／編曲：電気／歌唱：華憐］
  - 光の地図（Remix）［作詞：霜月はるか／作曲：たくまる／編曲：電気／歌唱：華憐］
  - きっと微笑むから（Remix）［作詞：江幡育子／作曲：原田勝通／編曲：電気／歌唱：華憐］
- 『うたう絵本7』（CIRCUS）／3月
  - 愛は静かな夢に降る - Denki BSS mix - ［作詞：畑亜貴／作曲：不知火つばさ／編曲：電気／歌唱：橋本みゆき］
- 『Soul Link オリジナルサウンドトラック』（ランティス）／3月28日
  - Accepted (Denki Red comet mix) ［編曲：電気］
- 『SHUFFLE! REMIX ALBUM RAINBOWREMIX』（ランティス）／6月22日
  - Mirage Lullaby - Denki's Psycho frame mix - ［作詞：AIAi／作曲：アッチョリケ／編曲：電気／歌唱：YURIA］
- 『SHUFFLE! ON THE STAGE ALL Re-MIX ALBUM COMPOSITION ELEVEN』（ランティス）／12月21日
  - ORIGINAL！ - Denki's Heaven's GATE mix - ［作詞：AlAi・作曲：アッチョリケ・編曲：電気／歌唱：YURIA］
- 『最終試験くじら〜Departures〜』
  - しろたまえかきうた ［作詞：tororo／作曲・編曲：電気／歌唱：ありさ］
    - crystal3 〜サーカス ヴォーカルコレクション〜 Vol.3にも収録されている／2006年12月21日

2006年
- 『ゴア・スクリーミング・ショウ』（Black Cyc）／1月20日
  - Distorted Pain ［作詞・作曲・編曲：電気／歌唱：華憐］
  - 時果つる夢 ［作詞・歌唱：華憐／作曲・編曲：電気］
- 『Sweet Room 〜ふたりだけの秘密の甘い空間〜』（UNDEAD）／6月30日
  - Sweet trap ［作詞・作曲：電気／歌唱：華憐］
- 『MinDeaD BlooD 〜支配者の為の狂死曲〜 DVD Special Edition』（Black Cyc）／7月21日
  - 櫻舞う ［作詞・作曲：電気／歌唱：華憐］
- 「MinDeaD BlooD Maxi Single DVD Special Edition　Song List」（Black Cyc）
  - Vampire -Head Backing Version- ［作詞・作曲・編曲：電気／歌唱：華憐］
  - サクラチル -Unplugged Version- ［作詞・作曲・編曲：電気／歌唱：華憐］

2007年
- 『まほ☆たま』（Erogos）／2月24日
  - まじげっちゅ ［作詞・作曲：電気／歌唱：華憐］
- 『女経営者 絵里子』（AQNOS）／3月23日
  - 薄弱 ［作詞・作曲：電気／歌唱：華憐］
- 『EXTEND』／5月11日
  - FLAME （Denki Metal core mix） ［編曲：電気／歌唱：Junksystem.］
- 『GUN-KATANA（銃刀） ―Non-Human-Killer―』（Black Cyc）／8月31日
  - Raison d'etre ［作詞・作曲：電気／歌唱：華憐］
  - CHAIN ［作詞・歌唱：華憐／作曲：電気］
  - ネムリノマユ ［作詞・作曲：電気／歌唱：華憐］
  - 夢幻の睡り ［作詞・歌唱：華憐／作曲：電気］
- 『恋夏 〜れんげ〜』（JOKER）／8月31日
  - last message ［作詞・作曲・編曲：電気／歌唱：華憐］
  - 夏影ラピスラズリ ［作詞・作曲・編曲：電気／歌唱：遊女］
- 『とらぶる！ シスタールーム』（UNDEAD）／8月31日
  - 恋のぶらっくほ～る☆ ［作詞：華憐／作曲・編曲：電気／歌唱：arisa With 電気式華憐音楽集団］
  - うちゅうがとらぶる！ ［作詞・作曲・編曲：電気／歌唱：華憐］
- 『プリズムの旋律 〜Prismatic Melody〜』(Strawberry☆milk)／10月8日
  - 天使の堕落　悪魔の慈愛 ［作詞：綾菓／作曲：電気／歌唱：真優］
- 『CircusLand I 〜ボーカルアルバム〜』(PetaBits Records)／11月28日
  - 恋のDice☆教えて（Game Ver.） ［作詞：miru／作曲：Cy-Rim rev.／編曲：電気／歌唱：Cy-Rim rev.］
  - ぎゅんぎゅんsummer！！ ［作詞・作曲・編曲：電気／歌唱：ひーこ］
  - トキメキ無敵！ ［作詞・作曲・編曲：電気／歌唱：Arisa］
  - Eternal season ［作詞・作曲・編曲：電気／歌唱：華憐］
  - chaotic you ［作詞・作曲・編曲：電気／歌唱：miru／ひーこ／愛乃／Arisa／華憐］
  - キラメクヒカリ ［作詞・作曲・編曲：電気／歌唱：miru］
- 『PetaBits・ウインター・セレクション vol.1』(PetaBits Records)／12月12日
  - ラピスラズリの夢 ［作詞：ありさ／作曲・編曲：電気／歌：ありさ］
  - 君に続く軌跡（Short Ver.） ［作詞：tororo&華憐／作曲・編曲：戸波和義／歌：加瀬愛奈］

2008年
- 『メトラセ 〜ドキらぶ☆新婚委員会〜』（UNDEAD）／5月30日
  - White Wedding ［作詞・歌唱：華憐／作曲・編曲：電気］
- 『エッチなメイドさんは好きですか?』（かすたーど）／7月25日
  - Etch to love！ ［作詞・歌唱：新堂真弓／作曲：電気］
- 『空を飛ぶ、3つの方法。』（La'cryma）／7月25日
  - 君に続く軌跡 ［作詞：tororo&華憐／作曲：戸波和義／編曲：戸波和義／細井聡司／歌唱：加瀬愛奈］
  - 未来への欠片 ［作詞・歌唱：華憐／作曲・編曲：電気］
- 『GWAVE SuperFeature's vol.10』収録／9月26日
  - 斬撃よ！唸れ！咆哮の如く！ ［作詞・作曲・編曲：電気／歌唱：華憐］
- 『EXTRAVAGANZA 〜末路の果てに〜』（Black Cyc）／11月28日
  - Sudden Death R99 ［作詞・歌唱：華憐／作曲・編曲：電気］

2009年
- 『ココロ保健室 〜キミとナイショのカウンセリング〜』（かすたーど）／1月23日
  - Grow up ［歌唱：新堂真弓／作詞：華憐／作曲・編曲：電気］
  - ココロネコ ［歌唱：ありさ／作詞・作曲・編曲：電気］
- 『graviton-Winter Selection Vol.2-』収録／1月30日
  - Sweet Dreamer ［作詞・歌唱：ありさ／作曲・編曲：電気］
- 『夢幻廻廊1.5 〜連鎖〜』（Black Cyc）／2月27日
  - Endless Corridor ［作詞・歌唱：華憐／作曲・編曲：電気］
- 『Princess Party 〜プリンセスパーティー〜』（CIRCUS）／3月27日
  - 天空（そら）駆ける剣 ［作詞・歌唱：華憐／作曲・編曲：電気］
- 『夢幻廻廊2 〜螺旋〜』（Black Cyc）／6月26日
  - 瞑想に堕ちる闇 ［作詞・歌唱：華憐／作曲・編曲：電気］
  - Endless ripples ［作詞・歌唱：華憐／作曲・編曲：電気］
- 『activation"a"』[11]収録／10月11日
  - Shooting Star ［作詞・作曲・編曲：電気／歌唱：arisa］
  - アイスカフェ ［作詞・作曲・編曲：電気／歌唱：arisa］
  - ココロネコ ［作詞・作曲・編曲：電気／歌唱：arisa］
  - Silent me ［作詞・作曲・編曲：電気／歌唱：arisa］
  - Maiden Circuit ［作詞・作曲・編曲：電気／歌唱：arisa］
  - arisa！ ［作詞・作曲・編曲：電気／歌唱：arisa］
  - Mebius ［作詞・作曲・編曲：電気／歌唱：arisa&華憐］

2010年
- 『ク・リトル・リトル 〜魔女の使役る、蟲神の触手〜』（Black Cyc）／3月26日
  - Elder Things ［作詞・歌唱：華憐／作曲：電気／編曲：電気・式］
  - Melancholic Rhythm ［作詞・歌唱：華憐／作曲・編曲：電気］
- 『カスタムレイド4』（KISS）／4月30日
  - Erode ［作詞・歌唱：華憐／作曲・編曲：電気］
- 『ク・リトル・リトル 〜グレートハンティング〜』（Black Cyc）／8月27日
  - 天使の褥 ［作詞・歌唱：華憐／作曲・編曲：電気・Gaku］
- 『MinDeaD BlooD Complete Edition』（Black Cyc）／9月24日
  - expiate sin ［作詞・歌唱：華憐／作曲・編曲：電気］

2011年
- 『獄淫の尖塔』（BLACK Cyc）／5月27日
  - I pray ［作詞・歌唱：華憐／作曲：Gaku／編曲：電気・Gaku・式］
- 『プリンセスX 〜僕の許嫁はモンスターっ娘！？〜』（Poison@Berry）／9月22日
  - 異世界planet ［作詞・歌唱：華憐／作曲・編曲：電気］
  - 陽溜まりの笑顔 ［作詞・歌唱：華憐／作曲・編曲：Gaku］
- 『ネこグリ。〜ネクラと恋のグリモワァル〜』（Frantic LABO.）／10月21日
  - Nekuraholic　［作詞・歌唱：華憐／作曲・編曲：電気］
  - Loveholic　［作詞・作曲：電気／編曲：式・電気／歌唱：arisa&華憐］

2012年
- 『水の都の洋菓子店』（すたじおちゃお）／3月23日
  - 水の都の洋菓子店 ［作詞・歌唱：華憐／作曲・編曲：電気］
- 『はるまで、くるる。』（すみっこソフト）／4月27日
  - 春の陽 ［作詞・歌唱：華憐／作曲・編曲：電気］
- 『Monsters Survive ～負ければモンスターに生殖される～』（ブラックリリス）／7月27日
  - いにしえの風 ［作詞・歌唱：華憐／作曲・編曲：電気
- 『終わる世界とバースデイ』（コットンソフト）／7月27日
  - 夏の終焉り ［作詞・歌唱：華憐／作曲・編曲：電気］
- 『solid nostalgia』[12]収録／12月24日
  - Love and Happy ［作詞・作曲・編曲：電気／歌唱：arisa］
  - Shopping Addiction ［作詞・作曲・編曲：電気／歌唱：arisa］
  - Strawberry Tea ［作詞・作曲・編曲：電気／歌唱：arisa］
  - For me in the Future ［作詞・作曲・編曲：電気／歌唱：arisa］
  - day dream ［作詞：ハラユカ。／作曲・編曲：電気／歌唱：arisa］
  - Loveholic-Metal mix- ［作詞・作曲・編曲：電気／歌唱：arisa］
  - Moonlight magic-solid nostalgia mix- ［作詞・作曲：takaccho／編曲：電気／歌唱：arisa］
- 『七つの大罪』（ホビージャパン）／12月14日
  - 蠱業要覧 ［作詞・歌唱：華憐／作曲・編曲：Gaku］

2013年
- 『双子座のパラドクス』（コットンソフト）／6月28日
  - gemini ［作詞・歌唱：華憐／作曲・編曲：Gaku］
- 『閉じたセカイのトリコロニー』（Tiny Bell from BONBON-company）／7月26日
  - 舞い上がれ花吹雪 ［作詞・歌唱：華憐／作曲・編曲：電気］

2014年
- 『君がため、恋し乱れし月の華』（すとれーと）／2月14日
  - しのぶれど ［作詞・歌唱：華憐／作曲・編曲：電気］
  - 月の鞠 ［作詞・歌唱：華憐／作曲・編曲：電気］
- 『アイドル☆シチュエーション』（DMM.com）／12月2日
  - キラ☆メキ♪シンデレイション ［作詞・歌唱：華憐／作曲・編曲：Gaku］
- 『カデンツァ フェルマータ アコルト：フォルテシモ』（5pb.）／12月11日
  - 終焉り紡ぎし者 [作詞：華憐／作曲・編曲：Gaku]

2015年
- 『アイドル☆シチュエーション』（DMM.com）／3月3日
  - 蒼き薔薇の名 ［作詞・歌唱：華憐／作曲・編曲：紫煉］
- 『カデンツァ　フェルマータ アコルト：フォルテシモ』（5pb.）／12月18日
  - Finest Crusade ［作曲・編曲：Gaku／作詞・歌唱：仲村芽衣子］

2016年
- 『アイドル☆シチュエーション』（DMM.com）／2月24日
  - 向日葵の笑顔で ［作詞・歌唱：華憐／作曲・編曲：電気］
  - Ultimate angel ［作詞・歌唱：華憐／作曲・編曲：Gaku］
- 『サクラノモリ†ドリーマーズ』（MOONSTONE）／5月27日
  - 瓦礫の夢 [作詞・歌唱：華憐／作曲・編曲：電気]
  - Never forget [作詞・歌唱：華憐／作曲・編曲：電気]
  - Corundum [作詞・歌唱：華憐／作曲・編曲：Gaku]
- 『EXTRAVAGANZA～蟲狂編～』（BLACK Cyc）／5月27日
  - 青き蟲独 [作詞・歌唱：華憐／作曲・編曲：電気]
- 『恋と恋するユートピア』（らぶまてぃっく）／6月24日
  - 蒸熱♨︎ユートピア [作詞：華憐／作曲・編曲：電気／歌唱：華憐／小春めう／春河あかり]
  - 聖なる棘で貫いて [作詞・歌唱：華憐／作曲・編曲：Gaku]
  - テレテルツインテール [作詞・作曲・編曲：電気／歌唱：春河あかり]
  - 水中花 [作詞：華憐／作曲・編曲：電気／歌唱：小春めう]
- 『死に逝く君、館に芽吹く憎悪』（バグシステム）／7月29日
  - 館廻り [作詞・歌唱：華憐／作曲・編曲：電気]
- 『機動戦車チハたん』（DMM.com）／9月30日
  - 殤し、轟々！チハたんく。 [作詞・歌唱：華憐／作曲・編曲：電気]

2017年
- 『サクラノモリ†ドリーマーズ2』（MOONSTONE）／7月28日
  - 繋がらない世界 [作詞・歌唱：華憐／作曲・編曲：電気]
  - さくら雫 [作詞・歌唱：華憐／作曲・編曲：電気]

2018年
- 『悪偶』（テンセント）／7月25日
  - prima dynamis [作詞・歌唱：華憐／作曲・編曲：Gaku]
- 『京花水月』／10月28日
  - 彼岸の徒花 [作詞・歌唱：安田みずほ／作曲・編曲：電気]

2019年
- 『真愛の百合は赤く染まる』（バグシステム）／11月29日
  - Lily Toxicity [作詞・歌唱：華憐／作曲・編曲：電気]

2020年
- 『風雷戦姫 神夢』（LiLiM）／1月31日
  - 徒矢、艶や恋情 [作詞：華憐／作曲・編曲：Gaku／歌唱：青葉りんご]
  - 千代に繋ぐ夢 [作詞・歌唱：華憐／作曲・編曲：Gaku]
  - 華かげろう [作詞・歌唱：華憐／作曲・編曲：電気]

2021年
- 『魔法少女消耗戦線』（metalogiq）／3月26日
  - a fig [作詞・歌唱：華憐／作曲・編曲：Nikki]

2022年
- 反響∽波形Synchronicity [作詞：華憐／作曲：Gaku／編曲：Gaku・弍式／歌唱：LiLYPSE]
- Tea∞Party [作詞：華憐／作曲・編曲：バキ刃牙丸／歌唱：LiLYPSE]
- 金魚蒔絵の水飛沫 [作詞：華憐／作曲・編曲：Ryöga／歌唱：LiLYPSE]

### BGM
2003年
- ももいろパラダイス 〜住み込みバイト 恋愛付〜（ainos）
- すくみず 〜フェチ☆になるもんっ〜（CIRCUS）

2004年
- ガッデーム&ジュテーム（CIRCUS）
- 終の館 〜恋文〜（CIRCUS）
- 終の館 〜人形〜（CIRCUS）
- 終の館 〜檻姫〜（CIRCUS）
- 終の館 〜罪と罰〜（CIRCUS）
- 終の館 〜双ツ星〜（CIRCUS）
- 最終試験くじら（CIRCUS）

2006年
- まほ☆たま（Erogos）
- Sweet Room 〜ふたりだけの秘密の甘い空間〜（UNDEAD）

2007年
- とらぶる！ シスタールーム（UNDEAD）

2008年
- メトラセ 〜ドキらぶ☆新婚委員会〜（UNDEAD）
- エッチなメイドさんは好きですか?（かすたーど）

2009年
- ココロ保健室 〜キミとナイショのカウンセリング〜（かすたーど）
- Princess Party 〜プリンセスパーティー〜（CIRCUS）
- 夢幻廻廊2 〜螺旋〜（Black Cyc）
- 姫様ご命令を！（UNDEAD）

2010年
- ク・リトル・リトル 〜魔女の使役る、蟲神の触手〜（Black Cyc）

2011年
- 獄淫の尖塔（BLACK Cyc）
- プリンセスX〜僕の許嫁はモンスターっ娘！？〜（Poison@Berry）
- ネこグリ。〜ネクラと恋のグリモワァル〜（frantic labo.）

2012年
- 水の都の洋菓子店（すたじおちゃお）

2014年
- クロノスタシア（オトメイト）
- カデンツァ　フェルマータ アコルト：フォルテシモ（5pb.）

2016年
- サクラノモリ†ドリーマーズ（MOONSTONE）

2017年
- サクラノモリ†ドリーマーズ2（MOONSTONE）

## 出演

### テレビ番組
- ZIP!（日本テレビ） - 2014年11月6日放送。番組の１コーナー「マスナビ」で、電気式華憐音楽集団のファンへのインタビューとバンド紹介が放送された。

### 雑誌
- TECH GIAN（KADOKAWA） - 2011年9月号掲載。電気、式、華憐、Dangへのインタビューが2ページにわたって記事となっている。